# Bonamia multicaulis
Bonamia multicaulis là một loài thực vật có hoa trong họ Bìm bìm. Loài này được (Brandegee) House mô tả khoa học đầu tiên năm 1911.